# Tiên Lãnh
Tiên Lãnh is een xã in het district Tiên Phước, een van de districten in de Vietnamese provincie Quảng Nam. Tiên Lãnh heeft ruim 5800 inwoners op een oppervlakte van 74,8 km².

## Geografie en topografie
Tiên Lãnh ligt in het uiterste westen van de huyện Tiên Phước. In het zuiden grenst Tiên Lãnh aan huyện Bắc Trà My. De aangrenzende xã's in Bắc Trà My zijn Trà Đốc en Trà Sơn. In het westen en het noorden grenst Tiên Lãnh aan huyện Hiệp Đức. De aangrenzende xã's in Hiệp Đức zijn Thăng Phước, Quế Lưu en Phước Gia. De aangrenzende xã in Tiên Phước is Tiên Ngọc.
De Tranh stroomt door Tiên Lãnh.